# Холт (город, Миннесота)
Холт (англ. Holt) — город в округе Маршалл, штат Миннесота, США. На площади 2,6 км² (2,6 км² — суша, водоёмов нет), согласно переписи 2002 года, проживают 89 человек. Плотность населения составляет 34 чел./км².
- Телефонный код города — 218
- Почтовый индекс — 56738
- FIPS-код города — 27-29870[1]
- GNIS-идентификатор — 0645106[2]